# Cyclosa moonduensis
Cyclosa moonduensis là một loài nhện trong họ Araneidae.
Loài này thuộc chi Cyclosa. Cyclosa moonduensis được Benoy Krishna Tikader miêu tả năm 1963.